# Gouvernement Zaghouan
Das Gouvernement Zaghouan (arabisch ولاية زغوان, DMG Wilāyat Zaġwān) ist eines der 24 Gouvernements in Tunesien. Es liegt im Nordosten des Landes in Höhen zwischen 150 und 1300 m ü. d. M., hat eine Fläche von 2820 km² (ca. 1,7 % der Landesfläche) und etwa 190.729 Einwohner (Stand 2022). Hauptstadt ist die Stadt Zaghouan.

## Delegationen

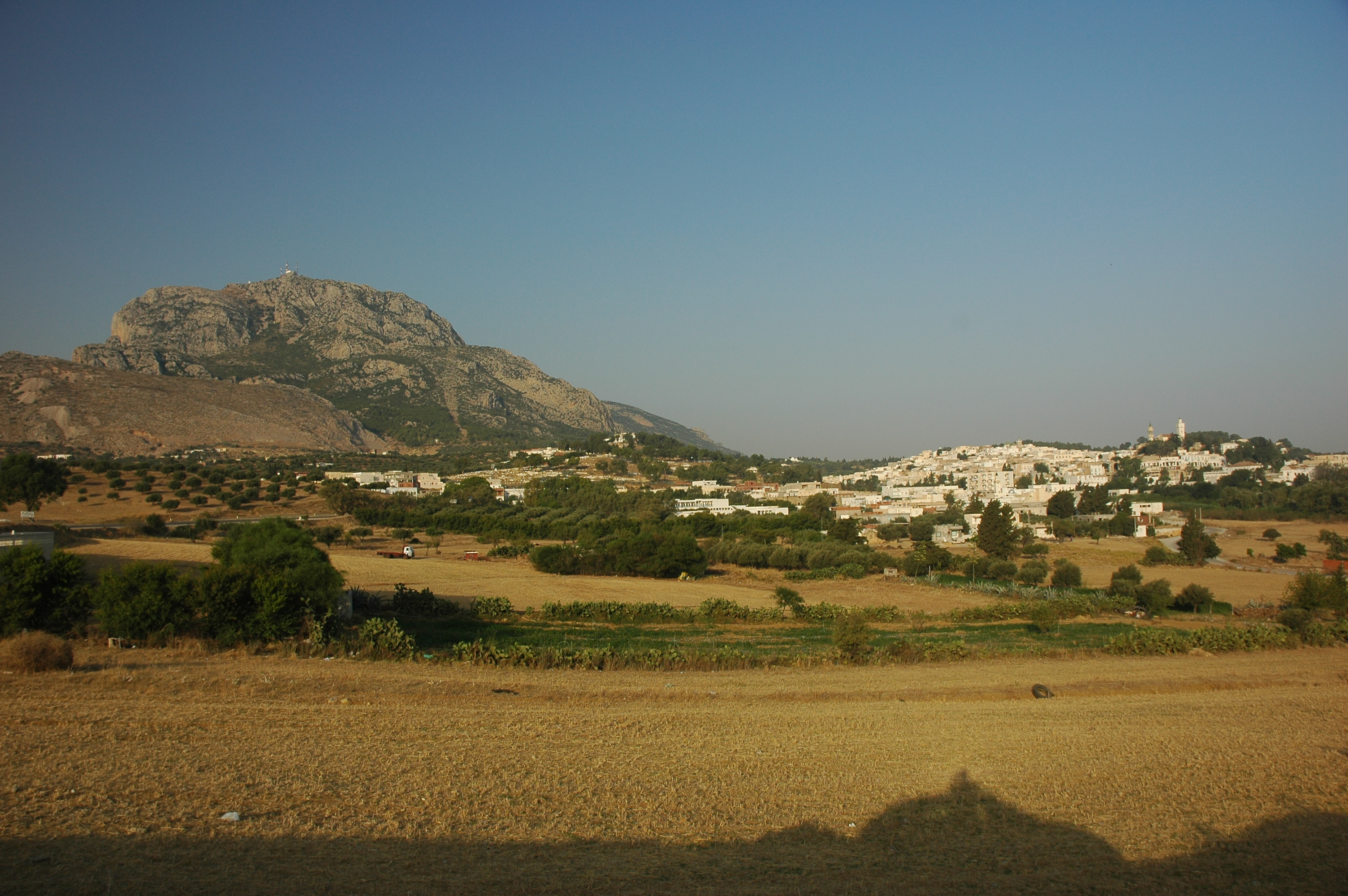
Stadt Zaghouan mit Djebel Zaghouan

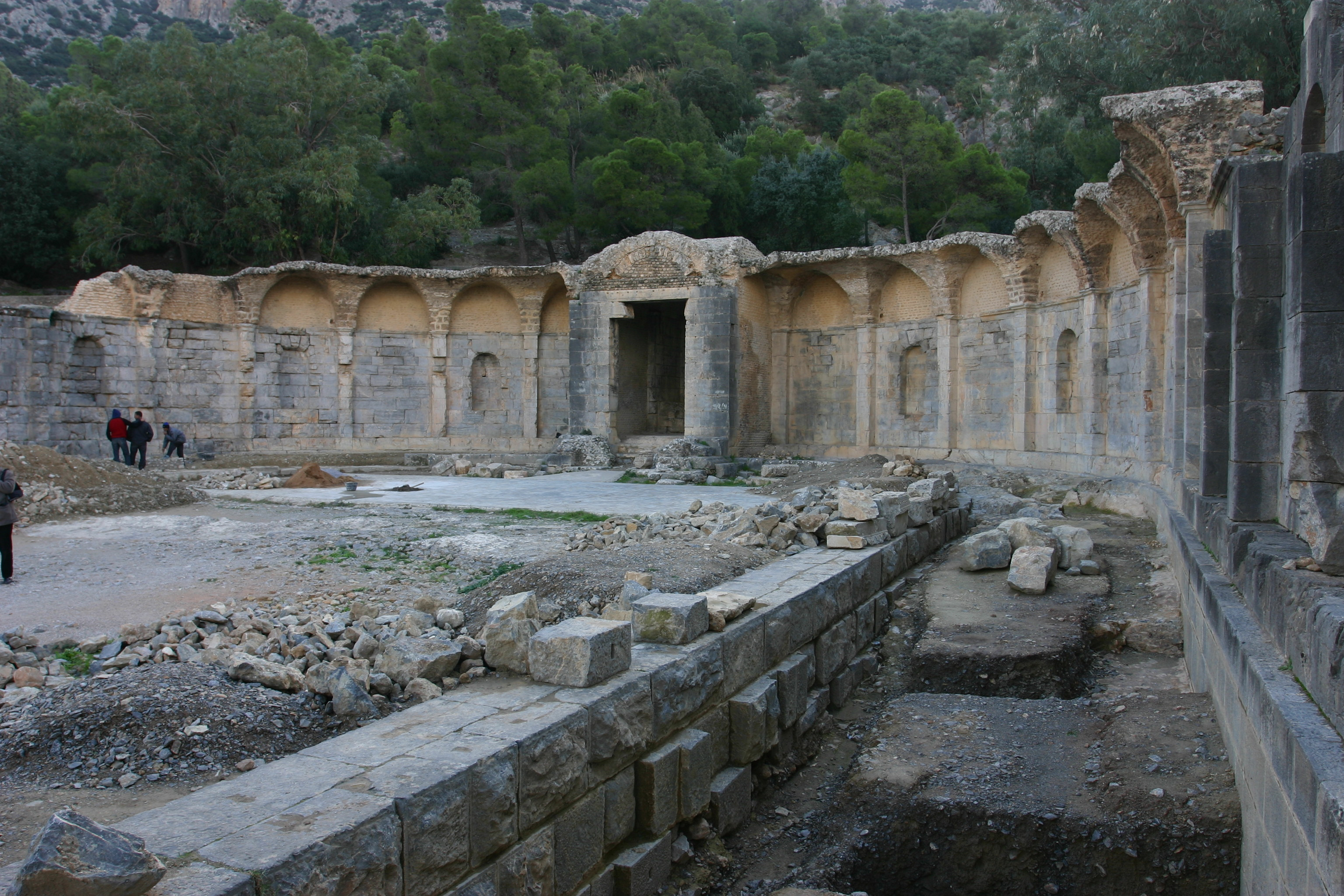
Nymphäum am Djebel Zaghouan

Das Gouvernement umfasst sechs Delegationen:
| Delegation  | Einwohner 2004 | Einwohner 2014 |
| ----------- | -------------- | -------------- |
| Bir Mcherga | 21.508         | 24.387         |
| El Fahs     | 43.678         | 46.449         |
| Nadhour     | 28.550         | 30.366         |
| Saouaf      | 12.095         | 12.681         |
| Zaghouan    | 34.367         | 38.445         |
| Zriba       | 20.765         | 24.617         |
| Summe       | 160.963        | 176.945        |

## Klima
Die durchschnittlichen Temperaturen liegen – in Abhängigkeit von der Höhe und der Bewölkung – zwischen 2 und 12 °C in den Winternächten bzw. zwischen 5 und 15 °C am Tage; die sommerlichen Temperaturen liegen meist im Bereich zwischen 25 und 40 °C am Tag bzw. zwischen 10 und 3 °C in der Nacht. Die jährlichen Niederschlagsmengen schwanken meist zwischen 400 und 500 Millimetern.

## Wirtschaft
Die Landwirtschaft ist noch immer der dominante Wirtschaftssektor der Region – Getreide, Obstbau (Oliven, Mandeln) und der Anbau von Gemüse (Spargel, Tomaten etc.) sind die Hauptprodukte; daneben wird auch in nicht unbedeutendem Umfang Viehzucht (Milch, Fleisch) betrieben.

## Natur
Die Region ist weitgehend vom Menschen kultiviert; größere Waldgebiete befinden sich nur noch im Naturschutzgebiet rund um den Djebel Zaghouan (1295 m).

## Geschichte

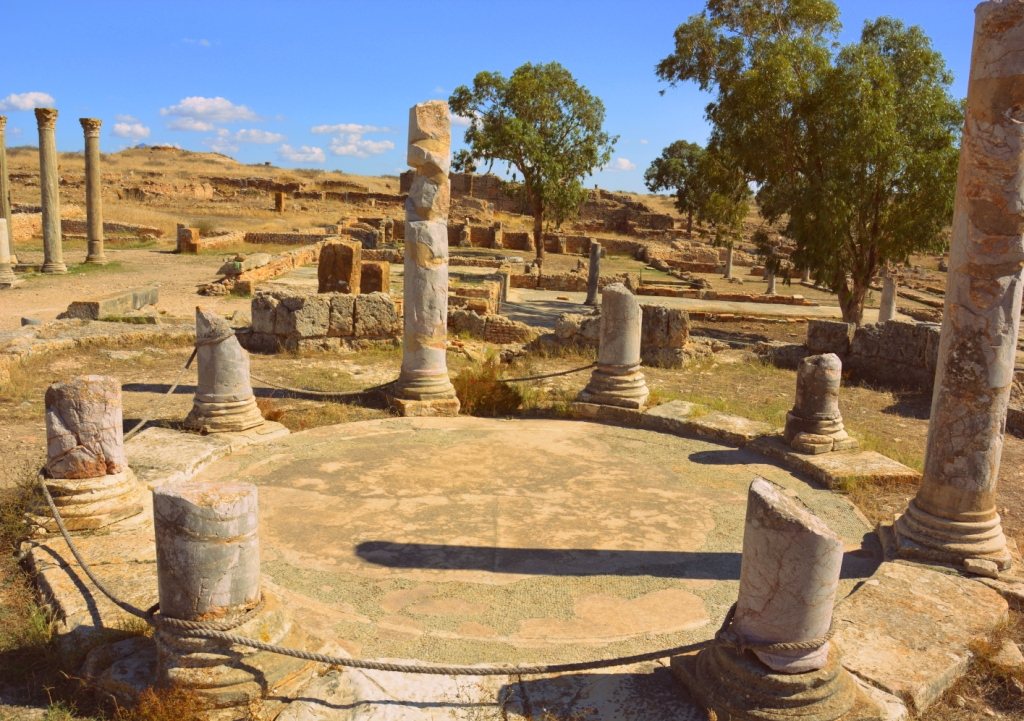
Merkurtempel von Thuburbo Majus

Bereits in der Zeit der späten Megalithkulturen (um 2500 v. Chr.) war die Gegend besiedelt; später siedelten hier die Berber, die von den Römern unterworfen wurden. Im 6. Jahrhundert kontrollierten die Byzantiner mit ihren Festungsbauten das Gebiet. Seit der zweiten Hälfte des 7. Jahrhunderts dominiert der Islam das religiöse und geistige Leben.

## Kultur
Bedeutendste Römerstadt des Gouvernements war Zaghouan (Ziqua) selbst, aber auch die archäologische Stätte von Thuburbo Majus ist von Bedeutung; die Überreste der Festungen aus byzantinischer Zeit sind zumeist in sehr schlechtem Zustand.